# Puzeaux
Puzeaux település Franciaországban, Somme megyében. Lakosainak száma 279 fő (2022. január 1.). Puzeaux Chaulnes, Fonches-Fonchette, Punchy és Hypercourt községekkel határos.

## Népesség
A település népességének változása:
| Lakosok száma | 271  | 290  | 301  | 298  | 295  | 293  | 289  | 283  | 279  |
|               | 2013 | 2015 | 2016 | 2017 | 2018 | 2019 | 2020 | 2021 | 2022 |